# SOX14
SOX14‏ (SRY-box 14) هوَ بروتين يُشَفر بواسطة جين SOX14 في الإنسان.